# Ciclismo ai Giochi della X Olimpiade - Inseguimento a squadre
La competizione dell'inseguimento a squadre di ciclismo dei Giochi della X Olimpiade si tenne nei giorni 2 e 3 agosto 1932 al Rose Bowl di Pasadena, negli Stati Uniti.

## Risultati

### Qualificazioni
Si disputò il 2 agosto. I migliori quattro tempi in semifinale.
| Pos. | Nazione       | Atleti                                                          | Tempo  |
| ---- | ------------- | --------------------------------------------------------------- | ------ |
| 1    | Italia        | Marco Cimatti Paolo Pedretti Alberto Ghilardi Nino Borsari      | 4'52"9 |
| 2    | Francia       | Amédée Fournier René Le Grevès Henri Mouillefarine Paul Chocque | 4'54"4 |
| 3    | Gran Bretagna | Ernest Johnson Bill Harvell Frank Southall Charles Holland      | 4'58"2 |
| 4    | Canada        | Lew Rush Glen Robbins Russell Hunt Frank Elliott                | 5'10"4 |
| 5    | Stati Uniti   | Eddie Testa Ruggero Berti Harold Ade Russell Allen              | 5'17"4 |

### Semifinali
Si disputarono il 2 agosto.
| Pos. | Nazione       | Atleti                                                          | Tempo  |
| ---- | ------------- | --------------------------------------------------------------- | ------ |
| 1    | Francia       | Amédée Fournier René Le Grevès Henri Mouillefarine Paul Chocque | 4'53"9 |
| 2    | Gran Bretagna | Ernest Johnson Bill Harvell Frank Southall Charles Holland      | 4'57"4 |

| Pos. | Nazione | Atleti                                                     | Tempo  |
| ---- | ------- | ---------------------------------------------------------- | ------ |
| 1    | Italia  | Marco Cimatti Paolo Pedretti Alberto Ghilardi Nino Borsari | 5'24"9 |
| 2    | Canada  | Lew Rush Glen Robbins Russell Hunt Frank Elliott           | 5'34"4 |

### Finale 3 Posto
Si disputò il 3 agosto. 
| Pos.   | Nazione       | Atleti                                                     | Tempo  |
| ------ | ------------- | ---------------------------------------------------------- | ------ |
| Bronzo | Gran Bretagna | Ernest Johnson Bill Harvell Frank Southall Charles Holland | 4'56"0 |
| 4      | Canada        | Lew Rush Glen Robbins Russell Hunt Frank Elliott           | 6'04"0 |

### Finale 1 Posto
Si disputò il 3 agosto. 
| Pos.    | Nazione | Atleti                                                          | Tempo  |
| ------- | ------- | --------------------------------------------------------------- | ------ |
| Oro     | Italia  | Marco Cimatti Paolo Pedretti Alberto Ghilardi Nino Borsari      | 4'53"0 |
| Argento | Francia | Amédée Fournier René Le Grevès Henri Mouillefarine Paul Chocque | 4'55"7 |